# Can Preses (Sant Andreu de la Barca)
Can Preses és una obra del municipi de Sant Andreu de la Barca (Baix Llobregat) inclosa en l'Inventari del Patrimoni Arquitectònic de Catalunya.

## Descripció
Es tracta d'una masia tradicional catalana amb terres de cultiu.
Consta de planta baixa i pis. Les diverses teulades, fruit de les diferents etapes constructives, són a dues vessants, i les d'algunes de les naus adossades, d'una sola.
A la façana principal les finestres estan emmarcades amb carreus de pedra i dovelles, la porta és d'arc de mig punt.
A l'exterior, rodejant la casa, trobem diferents racons, tots ells molt ben ambientats.
Interior:
El sostre, a dues vessants, d'una de les sales interiors és fet de cabirons que sostenen la teulada, perpendiculars a la direcció del vessant i uns travessers que aguanten les llates.
Caixa per a guardar roba situada en una sala del primer pis que dona a la façana principal. Està treballada amb delicadesa i precisió fent formes geomètriques simètriques.
Verge d'estil gòtic tardà en bon estat de conservació.